# Рыбаков, Сергей Юрьевич
Сергей Юрьевич Рыбаков (23 августа 1971) — советский и российский футболист, нападающий.

## Биография
Воспитанник ленинградских футбольных школ «Волна» и «Зенит». В 1989 году сыграл один матч за дубль «Зенита» в первенстве дублёров высшей лиги.
В 1989 году дебютировал во взрослых соревнованиях в составе ленинградского «Динамо» во второй лиге. Затем был призван в армию и в течение двух лет выступал в первенстве коллективов физкультуры за ленинградский СКА. В 1992 году перешёл в «Гатчину», выступал за этот клуб с перерывом пять лет и провёл около 150 матчей во второй и третьей лигах. Сезон 1996 года провёл в первой лиге за петербургский «Локомотив-Сатурн», но в 24 матчах был нерезультативен.
В ходе сезона 1997 года перешёл в пермский «Амкар». В его составе в 1998 году одержал победу в зональном турнире второго дивизиона и в том же году принял участие в историческом матче Кубка России, в котором «Амкар» победил действующего чемпиона страны московский «Спартак» 1:0. Выступал за пермский клуб до 2000 года и сыграл более 100 матчей.
В 2001 году перешёл в петербургское «Динамо», с которым в том же году одержал победу в зональном турнире второго дивизиона, но на следующий год закрепиться в команде не сумел. В конце карьеры играл за клубы второго дивизиона, а также любительские команды Санкт-Петербурга и области.
Всего за карьеру сыграл более 400 матчей в первенствах СССР и России на профессиональном уровне (87 — в первом дивизионе, остальные — во втором и третьем). В Кубке России сыграл не менее 24 матчей, лучший личный результат — участие в матче 1/8 финала в сезоне 1998/99 против «Ростсельмаша».
В 2010—2014 годах работал тренером юношеского состава ФК «Гатчина», дважды приводил команду к победе в чемпионате Санкт-Петербурга в своих возрастах. Выступал за команду ветеранов «Ижора».

## Достижения
- Победитель второго дивизиона России: 1998 (зона «Урал»), 2001 (зона «Запад»)